# La Bosse, Doubs
La Bosse är en kommun i departementet Doubs i regionen Bourgogne-Franche-Comté i östra Frankrike. Kommunen ligger i kantonen Le Russey som tillhör arrondissementet Pontarlier. År 2022 hade La Bosse 86 invånare.

## Befolkningsutveckling
Antalet invånare i kommunen La Bosse
Referens:INSEE